# Голямо белогушо коприварче
Голямото белогушо коприварче (Sylvia communis) е прелетна птица от семейство Коприварчеви (Sylviidae). Среща се и в България.

## Физически характеристики
Птицата е с размерите на врабче. На дължина е между 13 и 15 cm, а дължината на крилата е 66 – 77 mm. Главата и кръстът на мъжкия са пепеляви, а гърбът и крилата – кафяви. Опашката също е кафеникава отгоре, с бели крайни опашни пера. Гърдите са кремаво-розови, коремът – белезникав, а гърлото – бяло. По маховите крила се наблюдава широки ръждивокафяви ръбове. При женската липсва сивото оперение на главата, която е по-скоро кафява, а долната част на тялото е белезникава. Гърлото е по-скоро белезникаво, отколкото бяло. Горната страна на младите индивиди е тъмнокафява, а гърдите – светлокафяви. Когато птицата е кацнала, ръждивокафявите крила изпъкват и са характерни за вида. Краката и човката са бледо сиви. Очите на мъжките индивиди са ярко оранжеви, а на женските – жълто-кафяви до маслинено-кафяви.
При по-възрастни женски главата също може да посивее, а мъжките на възраст две години могат да загубят сивия цвят по главата си. Двата пола са добре различими само в младата си възраст. Възрастовите особености във външния вид могат да се разделят на 4 групи:
- Млади птици с прясно оперение – сиви очи и постоянно оцветяване на перата през цялата есен.
- Едногодишни птици по време на линеене през есента – старите пера са по-големи, с тъмнобежов цвят по ръбовете. Ако най-отдалечените перата на опашката не са сменени още, ръбът им е светлобежов. След смяната придобиват кафеникав оттенък и бели размити ръбове.
- Двугодишни птици през пролетта – сменените опашни пера са много износени. Ако перата по крилата не са сменяни, те също са доста ерозирали.
- Възрастни птици през есента – не се забелязва отчетлива граница между старите и новите пера. Очите вече са оранжеви, а най-отдалечените опашни пера са чисто бели. През пролетта оперението по крилата е умерено свежо.[3]

Сходен вид, с който може да бъде сбъркано, е малкото белогушо коприварче. Гърбът на малкото копрпиварче обаче е по-скоро сив и без контраст между гърба и главата. Опашката му, като съотношение с тялото, е по-къса. Двата вида имат и разлики в поведението – голямото белогушо коприварче често пее по върховете на храсти и дървета, докато малкото предпочита да пее скрито във вътрешността на храстите.

## Разпространение
Голямото белогушо коприварче е едно от най-разпространените коприварчета в света. Ареалът му е изключително обширен. Независимо от факта, че броят на птиците бавно намалява, спадът не се смята за достатъчно бърз, за да се доближи до прага на уязвимост. В световен аспект тенденцията от показва, че популациите са били подложени на умерен спад. В Европа, както и в България, обаче, от 1980 година насам, се наблюдава умерено повишение на броя на птиците, преценено на базата на предварителните данни за 21 страни от континента, включени в общата схема за мониторинг на птиците. Това отдалечава птицата от прага на уязвимост и според критериите за обхват и брой видът се смята за незастрашен. Популацията на вида в Европа се оценява на 14 – 25 милиона гнездящи двойки, които формират 50 до 74% от цялата световна популация. В България видът наброява между 70 000 и 200 000 гнездящи двойки. Популацията е неравномерно разпределена, като на площ от 1 km2 може да има до десетина двойки. По първоначални данни от мониторинга на обикновените видове птици видът е със силно нарастваща тенденция както в България, така и в Европа. Оценката на глобалния размер на популацията през 2001 година е между 57 и 150 милиона птици.
Обитава почти цяла Европа, с изключение на северните области на Скандинавския полуостров, Северозападна Африка и Азия до езерото Байкал в Русия.
Зимува в Централна Африка, Арабския полуостров, Индия и Пакистан. В България се среща само през гнездовия сезон, като долита през април. В началото на септември започват миграцията си към зимните територии, като последните големи белогуши коприварчета напускат страната ни в началото на октомври.

## Начин на живот и хранене
Видът най-често се среща в равнините и предпланинските склонове. Обитава открити местности с храсти – пасища, ливади, пустеещи земи, покрайнините на горите, овощни градини, обработваеми площи и паркове в населени райони. Предпочитаните територии задължително трябва да са обрасли с групи от храсти – драка, шипка и други, в които видът гнезди. Наличието на храсти е от изключително значение за доброто състояние на птиците. Като заплахи за голямото белогушо коприварче се определят намаляването и премахването на храстите, в които птиците гнездят и използването на различни пестициди. Избягва гъстите гори, и особено тези, които са изцяло иглолистни.
Подобно на повечето коприварчета този вид също се храни с насекоми, които събира по клоните на дървета и храсти и доста по рядко – по земята. Яде бръмбари главно от семействата Хоботници и Листоядни, ципокрили, гъгрица, малки мухички, комари, паяци, личинки, мекотели, скакалци, както и пеперуди и техните гъсеници. Малките се хранят изключително с много мека и нежна храна – гъсеници на пеперуди, личинки на листни оси, паяци.
През есента консумира и дребни меки плодове и семена като къпини, малини, глог и други. След излитането на малките и от второто люпило, възрастните и младите започват активно да се хранят, за да натрупат мазнините, които са им нужни за дългата миграция. Настанявайки се в градините, те принасят безспорна полза, като прочистват листата, цветовете и плодовете от вредни насекоми.

## Звуци
Песента на голямото белогушо коприварче е бърза, със „стържещи“ звуци, състоящи се от три низходящи тона. Звуците които издава напомнят на „тир-ли-ви-тир-ли-чет-чит-читирли“, а сигналът за тревога е кратко, силно и звучно „чек“. Началото на песента е тихо, а краят – силен и отривист. Като повечето коприварчета бързо възприема чуруликането на други видове и с удоволствие го имитира. В песните и могат да се разпознаят трелите на големия синигер, на кадънката или на обикновеното конопарче. За разлика от другите коприварчета голямото белогушо коприварче пее и по време на полет.

## Размножаване
Размножителният период започва веднага след прелета, като обикновено по-рано долитат мъжките. Те пеят, кацнали по високите клони на дървета и храсти, за да привлекат самките. Пеейки, често се издигат нагоре и след това се спускат плавно надолу. Докато са във въздуха повтарят два-три пъти песента си и кацат на някой издаден клон или се шмугват в храстите. В брачния период песните им се чуват от сутрин до вечер.
Голямото белогушо коприварче прави гнездото си директно на земята, по ниските части на сухи храсталаци или гъсталака на високи треви, коприва и бурени. Разполага го на не повече от 25 cm над земята. Започва строителството му когато растителността избуява и е достатъчно пищна, за да скрие добре гнездото. Това обикновено се случва не по-рано от началото на юни. Изгражда го от трева и коренчета, а отвътре го застила с мъх и косми. По горния ръб на гнездото има бордюр от бучици растителен пух. Стените в основата си са направени от стебла и листа на зърнени култури и са доста рехави. Диаметърът на гнездото е 80 – 110 mm, и е доста дълбоко, като дълбочината достига до 4/5 от диаметъра му. Диаметърът в основата е 60 – 70 mm. Гнездото му е най-дълбокото в сравнение с тези на всички останали коприварчета. Като структура се отнася до гнездата с куповидна форма с плътно сплетени краища и дъно, а като местонахождение – към тези, изградени на тънки клончета.
Снася от 4 до 6 яйца, изпъстрени с маслинено-кафяви или виолетово-сиви петна. Основната им окраска е доста разнообразна, като обикновено е бледожълта, зеленикава или резедава, но може да бъде и кафеникава. Понякога петната са толкова много, че напълно покриват основния фон. Размерът им е 17 – 20 mm в дължина и 13 – 14 mm в ширина. Женската започва да мъти веднага след снасянето на първото яйце, а мъжкият през това време намалява интензивността на песните си, пее само на зазоряване и спира да пее чак в началото на август. Женската инкубира яйцата сама в продължение на 11 – 12 дни. Малките остават при родителите си около 10 – 12 дни, след което напускат гнездото. В Южна Европа видът често успява да отгледа и второ люпило. През втората половина на юни вече могат да се видят летящи птичета.